# Tønder-Højer-banen
Tønder-Højerbanen – eller bare Højerbanen – var en jernbanestrækning i Sønderjylland mellem Tønder og Højer sluse 1892-1962.

## Historie
Banen blev anlagt for at give bedre forbindelse med Højer Sluse, hvorfra der var færge til Munkmarsk på den populære ferieø Sild. Da færgedriften var afhængig af tidevandet og vejret, kunne opholdet ved slusen blive af længere varighed, så Højer Sluse Station blev udvidet fra en mindre træbygning til at rumme en trestjernet restaurant og værelser til overnattende gæster.
Efter genforeningen i 1920 blev banen overtaget af DSB, som måtte give den en omfattende renovering og bl.a. opsætte mastesignaler fordi man i den tyske tid blot havde vist "stop" med et håndsignal.
Tyskerne havde stadig behov for at køre badetog og almindelige persontog med post og rejsegods mellem Hamborg og Højer Sluse. For at undgå tyske embedsmænd på dansk jord blev der indført transittrafik, så tyskere kunne køre gennem den danske del af strækningen uden pas og visum. Tysk politi plomberede kupeerne på den tyske grænsestation Sønder Løgum (på tysk: Süderlügum), og dansk politi hævede plomberingen ved Højer Sluse, og omvendt den anden vej. Ved Højer Sluse kontrollerede politiet, at passagererne faktisk skiftede mellem toget og damperen og ikke opholdt sig på dansk grund længere end højst nødvendigt. Passagerer med pas i disse tog blev befordret i en særlig vogn mellem Hamborg og Tønder, hvor der var pas- og toldkontrol.
Den besværlige transittrafik blev overflødig 1. juni 1927, da trafikken til Sild blev omlagt til den nye jernbane over Hindenburgdæmningen. Strækningen mellem Højer by og slusen blev nedsat til havnebane uden persontrafik, og banen havde nu kun trafik af lokal betydning. Persontrafikken blev indstillet i 1935, og i 1962 blev banen lukket helt. Sporet blev taget op i december 1962.

## Strækningsdata
- Åbnet: 15. juni 1892
- Længde: 13,3 km, i 1909 forlænget med 350 m fra slusestationen mod nordøst
- Sporvidde: 1.435 mm
- Skinnevægt: 33,4 kg/m
- Maks. hastighed: 45 km/t
- Nedlagt: 31. marts 1962, fra 16. maj 1935 kun godstrafik, fra 1953 kun vognladningsgods

## Standsningssteder
- Tønder H (Tdr) i km 0,0 – forbindelse med Ribe-Tønder-Niebüll og Tønder-Tinglev.
- Møgeltønder station (Mt) i km 5,3 med 467 m læssespor med omløb og herfra et kort stikspor til en kombineret ende- og siderampe. Foruden stationsforstanderens bolig på 1. sal i stationens hovedbygning blev der opført en tjenestebolig og efter genforeningen yderligere to.
- Daler holdeplads (Dl) i km 8,3 til 1935 med læssespor med omløb og herfra kort stikspor med rampe.
- Højer station (Her) i km 12,0 med vandtårn, stor tjenestebolig, to ventesale (rygere/ikke-rygere) og et lille udskænkningssted. Ud for hovedbygningen var der omløbsspor, og mod øst var der læssespor, depotspor og et spor til pakhuset. Ved læssesporet var der ende- og siderampe samt folde til får og kreaturer.
- Højer Sluse station (Slu) i km 13,3. I starten kun 1 perronspor, senere 2 med en lille drejeskive, 1 omløbsspor, 3 depotspor og 1 læssespor, bl.a. til turisternes rejsegods.

Banens stationsbygninger er revet ned: Højer Sluse i 1928, Møgeltønder i 1975 (undtagen en sidefløj med varehus), Højer i 1982. I Daler blev den oprindelige træbygning revet ned i 1923 og afløst af en rødstensbygning, som i 1947 overgik til beboelse. Vandtårnet i Højer blev revet ned omkring 1935.

## Strækninger hvor banetracéet er bevaret
Kun få hundrede meter af banens tracé er bevaret som stier. Møgeltønder Omfartsvej er delvis anlagt på tracéet, som også er brugt til regulering af Lindskov Møllestrøm.
- Sti gennem skoven nord for Nordre Landevej
- Øst for Midtfeldtvej i Møgeltønder
- Jernbanebroen over Sejersbækken
- Krumt tracé i folden mellem Højer og slusen
- Sti fra Slusevej til "Bådfolk ved Vidåen"